# Riqui Puig
Riqui Puig, właśc. Ricard Puig Martí (ur. 13 sierpnia 1999 w Matadeperze) – hiszpański piłkarz występujący na pozycji pomocnika w amerykańskim klubie Los Angeles Galaxy.

## Kariera klubowa
Puig dołączył do młodzieżowego zespołu FC Barcelony w 2013 z UFB Jàbac Terrassa.
Riqui zaliczył swój debiut w Barçy B 24 lutego 2018, zmieniając Marcusa McGuane’a w zremisowanym 1:1 spotkaniu przeciwko Gimnàsticowi Tarragona.
11 czerwca 2018 przedłużył kontrakt z Barceloną do 2021 i został definitywnie przeniesiony do rezerw. Klauzula wykupu zapisana w kontrakcie wyniosła 100 milionów euro.
Puig nieoficjalnie zadebiutował w pierwszej drużynie Barcelony 28 lipca 2021 w meczu przeciwko Tottenhamowi, rozgrywanym w ramach International Champions Cup.
4 sierpnia 2022 opuścił kataloński klub i przeniósł się do Los Angeles Galaxy. W nowym klubie zadebiutował 20 sierpnia w meczu z Seattle Sounders (3:3). 1 września strzelił swoją pierwszą bramkę dla LA Galaxy, trafiając w zremisowanym 2:2 meczu przeciwko Toronto.

## Statystyki kariery
Stan na 22 maja 2022 roku
| Klub               | Sezon              | Liga  | Liga   | Puchar kraju | Puchar kraju | Europa | Europa | Inne  | Inne   | Suma  | Suma   |
| Klub               | Sezon              | Mecze | Bramki | Mecze        | Bramki       | Mecze  | Bramki | Mecze | Bramki | Mecze | Bramki |
| ------------------ | ------------------ | ----- | ------ | ------------ | ------------ | ------ | ------ | ----- | ------ | ----- | ------ |
| Barça B            | 2017/18            | 3     | 0      | –            | –            | –      | –      | –     | –      | 3     | 0      |
| Barça B            | 2018/19            | 32    | 0      | –            | –            | –      | –      | –     | –      | 32    | 0      |
| Barça B            | 2019/20            | 21    | 2      | –            | –            | –      | –      | –     | –      | 21    | 2      |
| Barça B            | Ogólnie            | 56    | 2      | –            | –            | –      | –      | –     | –      | 56    | 2      |
| Barça              | 2018/19            | 2     | 0      | 1            | 0            | 0      | 0      | 0     | 0      | 3     | 0      |
| Barça              | 2019/20            | 11    | 0      | 1            | 0            | 0      | 0      | 0     | 0      | 12    | 0      |
| Barça              | 2020/21            | 14    | 1      | 4            | 0            | 4      | 0      | 2     | 0      | 24    | 1      |
| Barça              | 2021/22            | 15    | 1      | 1            | 0            | 2      | 0      | 0     | 0      | 18    | 1      |
| Barça              | Ogólnie            | 42    | 2      | 7            | 0            | 6      | 0      | 2     | 0      | 57    | 2      |
| Ogólnie w karierze | Ogólnie w karierze | 98    | 4      | 7            | 0            | 6      | 0      | 2     | 0      | 113   | 4      |

## Sukcesy

### FC Barcelona
- Liga Młodzieżowa UEFA: 2017/2018[9]
- Mistrzostwo Hiszpanii: 2018/2019
- Puchar Króla: 2020/2021

## Życie prywatne
Ojciec Riquiego – Carlos, również był piłkarzem. Występował na pozycji lewego obrońcy, całą karierę spędził w Terrassa FC.